# Idriss Carlos Kameni
Idriss Carlos Kameni, född 18 februari 1984 i Douala i Kamerun, är en kamerunsk fotbollsmålvakt som spelar för Santa Coloma i Andorra.
Kameni blev den yngste fotbollsspelaren någonsin att vinna OS-guld, när han vid sommar-OS 2000 var med i Kameruns landslag bara sexton år gammal. Han var även med i African Nations Cup 2004.
Kameni var högt rankad i Europa vilket gav honom utmärkelsen "årets bästa afrikanska målvakt 2006/2007" och andraplatsen till utmärkelsen året innan. Han släppte inte in ett enda mål i 37% av matcherna för Espanyol under 2006.
Det ryktades 2008 om övergångar till Manchester United och Tottenham Hotspur. I april 2009 uttryckte Kameni en önskan om att få spela för Bordeaux.
Efter att ha lagt ned spelarkarriären 2019 kom han 2021 åter till fotbollen då han skrev på för Arta/Solar7 från Djibouti. Efter sommaren 2022 skrev han på för UE Santa Coloma i den andorranska ligan.

## Meriter
- Fotbolls-OS:
  - Guld: 2000
- Copa del Rey:
  - Vinnare: 2006
- Årets bästa afrikanska målvakt:
  - Vinnare: 2006/2007
  - Andraplats: 2005/2006
- Uefa Europa League:
  - Andraplats: 2006/2007

## Fotnoter
1. ↑  ”Squad Profiles: Idriss Kameni”. BBC. 20 maj 2002. http://news.bbc.co.uk/sport3/worldcup2002/hi/team_pages/cameroon/squad/newsid_1935000/1935330.stm. Läst 6 oktober 2007.
2. ↑  ”Papers: Reds in for keeper”. ManUtd.com. Arkiverad från originalet den 4 mars 2016. https://web.archive.org/web/20160304203510/http://www.manutd.com/default.sps?pagegid=%7BB4CEE8FA-9A47-47BC-B069-3F7A2F35DB70%7D&newsid=540113. Läst 2 september 2018.
3. ↑  ”Kameni turns down Spurs as Ramos insists he couldn't play in Africa Cup of Nations”. Daily Mail. 10 juli 2008. http://www.dailymail.co.uk/sport/football/article-1033846/Kameni-turns-Spurs-Ramos-insists-play-Africa-Cup-Nations.html.
4. ↑  ”Espanyol Goalkeeper Carlos Kameni: I Would Like To Play For Bordeaux”. Goal.com. http://www.goal.com/en/news/12/spain/2009/04/21/1220972/espanyol-goalkeeper-carlos-kameni-i-would-like-to-play-for.
5. ↑  https://www.kingfut.com/2021/04/20/kameni-joins-arta-solar-7/
6. ↑  ”“We’ll see if they call me up for the World Cup” Carlos Kameni 38, promises to impress Rigobert Song after signing for UE Santa Coloma in Andora” (på engelska). Kimbi Blog. 2 september 2022. https://www.kimbiblog.cm/blog/well-see-if-they-call-me-up-for-the-world-cup-carlos-kameni-38-promises-to-impress-rigobert-song-after-signing-for-ue-santa-coloma-in-andora/.